# Sam Giammalva
Sam Giammalva (* 1. August 1934 in Houston, Texas) ist ein ehemaliger US-amerikanischer Tennisspieler.

## Leben
Giammalva spielte für die University of Texas in Austin, für die er zweimal das Finale der NCAA-Meisterschaften erreichte. Zwischen 1956 und 1958 gewann er dreimal hintereinander den Einzeltitel der Southwest Conference.
Sein bestes Einzelergebnis bei einem Grand-Slam-Turnier war das Erreichen des Viertelfinales bei den US Open, in der Doppelkonkurrenz konnte er zwei Mal die dritte Runde der US Open erreichen, zuletzt 1972 im Alter von 38 Jahren. Er stand zweimal im Finale der Cincinnati Masters; 1954 unterlag er Straight Clark, 1958 Bernard Bartzen.
Giammalva spielte zwischen 1956 und 1958 fünf Einzel- sowie fünf Doppelpartien für die US-amerikanische Davis-Cup-Mannschaft. Seine Einzelbilanz lag bei 4:1, im Doppel bei 3:2. Seine einzige Einzelniederlage brachte ihm der neunfache Grand-Slam-Sieger Ken Rosewall bei, dem er in vier Sätzen unterlag.
Giammalva arbeitete zwischen 1959 und 1972 als Trainer an der Rice University. In dieser Zeit gelangen der Mannschaft zehn Titel in der Southwest Conference. Seine beiden Söhne Tony Giammalva und Sammy Giammalva waren als Tennisprofis erfolgreich.